# Tobie Goedewaagen
Tobie Goedewaagen (Amsterdam, 15 maart 1895 – 's-Gravenhage, 4 januari 1980) was een Nederlands nationaalsocialistisch ambtenaar, filosoof, hoogleraar en dichter. Tijdens de Tweede Wereldoorlog was hij van 1940 tot 1943 secretaris-generaal op het Departement van Volksvoorlichting en Kunsten, dat ingesteld was door de Duitse bezetter. Hij voerde onder meer een censuur op cultuur in en drong kunstenaars en journalisten het lidmaatschap van de Kultuurkamer op, maar stimuleerde ook de Nederlandse kunst. Dit laatste beleid werd na de oorlog voortgezet. Hij was enkele jaren een vooraanstaand lid van de Nederlandse Nationaal-Socialistische Beweging (NSB). In de oorlog kreeg Goedewaagen van zijn tegenstanders de scheldnaam 'Rotkar'.

## Jeugd en opleiding
Goedewaagen groeide op in Amsterdam als oudste zoon van de bankier en oprichter van de Incasso Bank, Cornelis Tobie Goedewaagen (zoon van Tobias Goedewaagen) en Anna Bakker. In 1916 publiceerde hij gedichten in het literair tijdschrift De Gids. Hij studeerde filosofie aan de Rijksuniversiteit Utrecht bij professor B.J.H. Ovink en promoveerde in 1923 cum laude bij hem op het proefschrift De logische rechtvaardiging der zedelijkheid bij Fichte, Schelling en Hegel. In 1925 werd Goedewaagen in Utrecht privaatdocent in de geschiedenis van de post-kantiaanse filosofie. Met anderen richtte hij Het Genootschap voor Critische Philosophie en Algemeene Vereeniging voor Wijsbegeerte op. Van 1917 tot 1928 was hij getrouwd met de kunstenares Anni de Roos (1890-1974), die eerder was getrouwd met John Rädecker. Zij kregen twee kinderen. Goedewaagen werd een invloedrijk redacteur (1931-1937) van het Tijdschrift voor Wijsbegeerte (sinds 1933 Algemeen Nederlandsch Tijdschrift voor Wijsbegeerte en Psychologie (ANTWP)). In de filosofie rekende Goedewaagen zich aanvankelijk tot de stroming van neokantianen van de Marburger Schule, die in 1933 in Duitsland door de nazi's verboden werd.

## Politieke interesse
Goedewaagen studeerde in Utrecht tevens klassieke talen en gaf particuliere lessen in Grieks en Latijn, onder meer aan P.H. Ritter jr., die hem inwijdde in de politiek. Goedewaagen werd op de universiteit niet benoemd als opvolger van de hoogleraar B.J.H. Ovink, waar hij op gehoopt had. In de politiek vond hij aansluiting bij het Verbond voor Nationaal Herstel van generaal C.J. Snijders. In 1935 bekeerde hij zich, onder meer door het lezen van graaf De Gobineau en Duitse racisten, tot het racisme en nationaalsocialisme. Daarom trad hij later af als redacteur van het ANTWP en als bestuurslid van het Genootschap voor Critische Philosophie. In 1936 ontmoette hij Anton Mussert en werd hij medewerker van Nieuw-Nederland, het theoretische tijdschrift van de NSB. Hij maakte in 1938 een studiereis door Duitsland, waar hij de opleidingsinstituten van de nazi's bewonderde. Hij werd medewerker en later hoofdredacteur van het tijdschrift De Waag.

## Oorlog

### Hulp bij gelijkschakeling

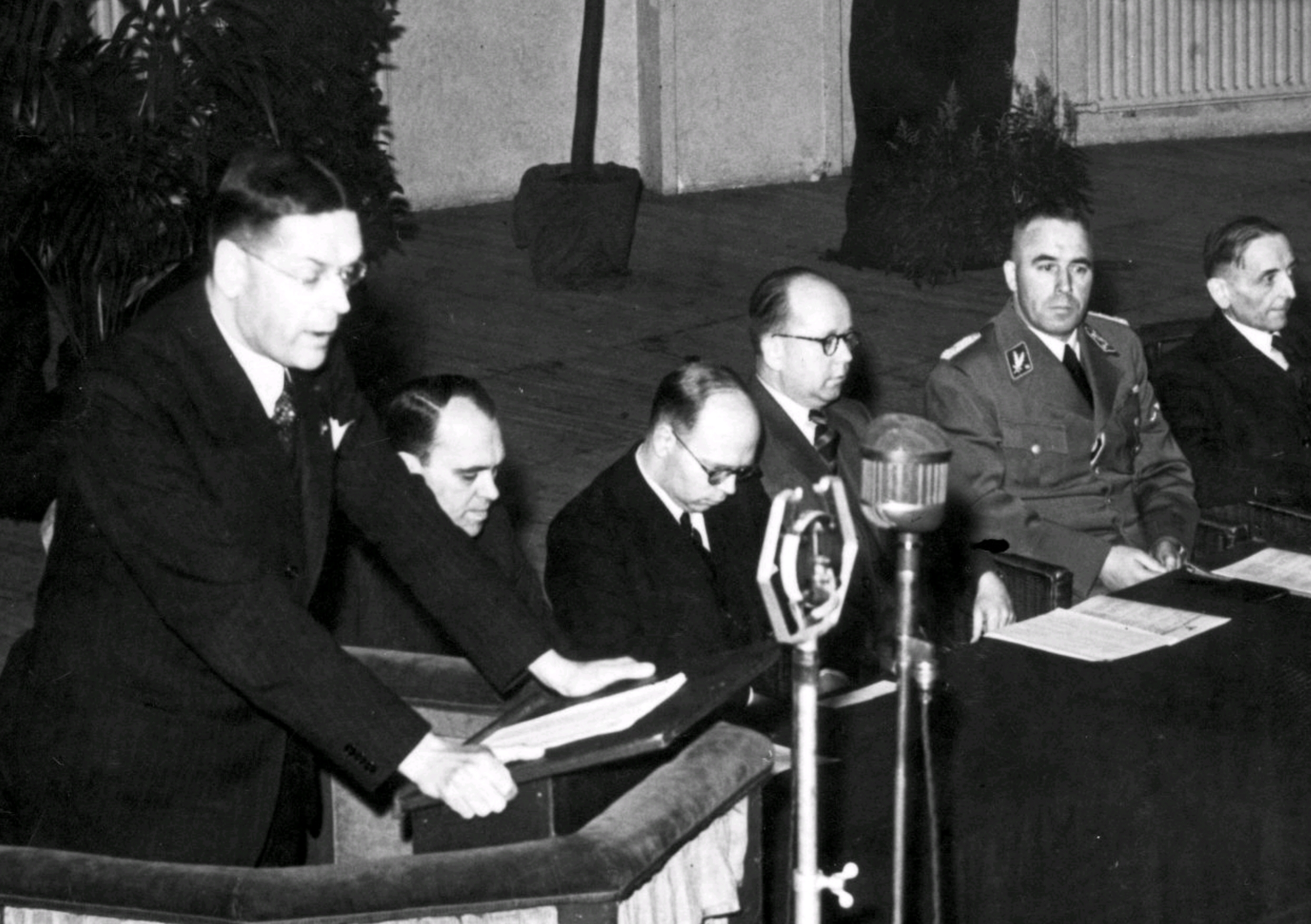
Goedewaagen bij het Verbond van Nederlandsche Journalisten (1941)

In de zomer van 1940 trad Goedewaagen naar buiten als lid van de NSB, hoewel hij al rond 1936 lid was geworden. Zijn internering op 12 mei 1940 na de Duitse inval zou bijdragen aan een verdere radicalisering. Mussert passeerde eerdere partijleden en maakte Goedewaagen persleider (16 september 1940 - 25 augustus 1941), hoofd van de afdeling Hooger Onderwijs van het Opvoeders-gilde der NSB en gemachtigde in bijzondere dienst (beide van 22 augustus 1941-juli 1942). Goedewaagens organisatorisch talent bleek toen hij de Duitse bezetters hielp als voorzitter van de Raad van Voorlichting voor de Nederlandsche Pers (15 juni 1940) en als oprichter van het Verbond van Nederlandsche Journalisten (24 augustus 1940).

### Secretaris-generaal

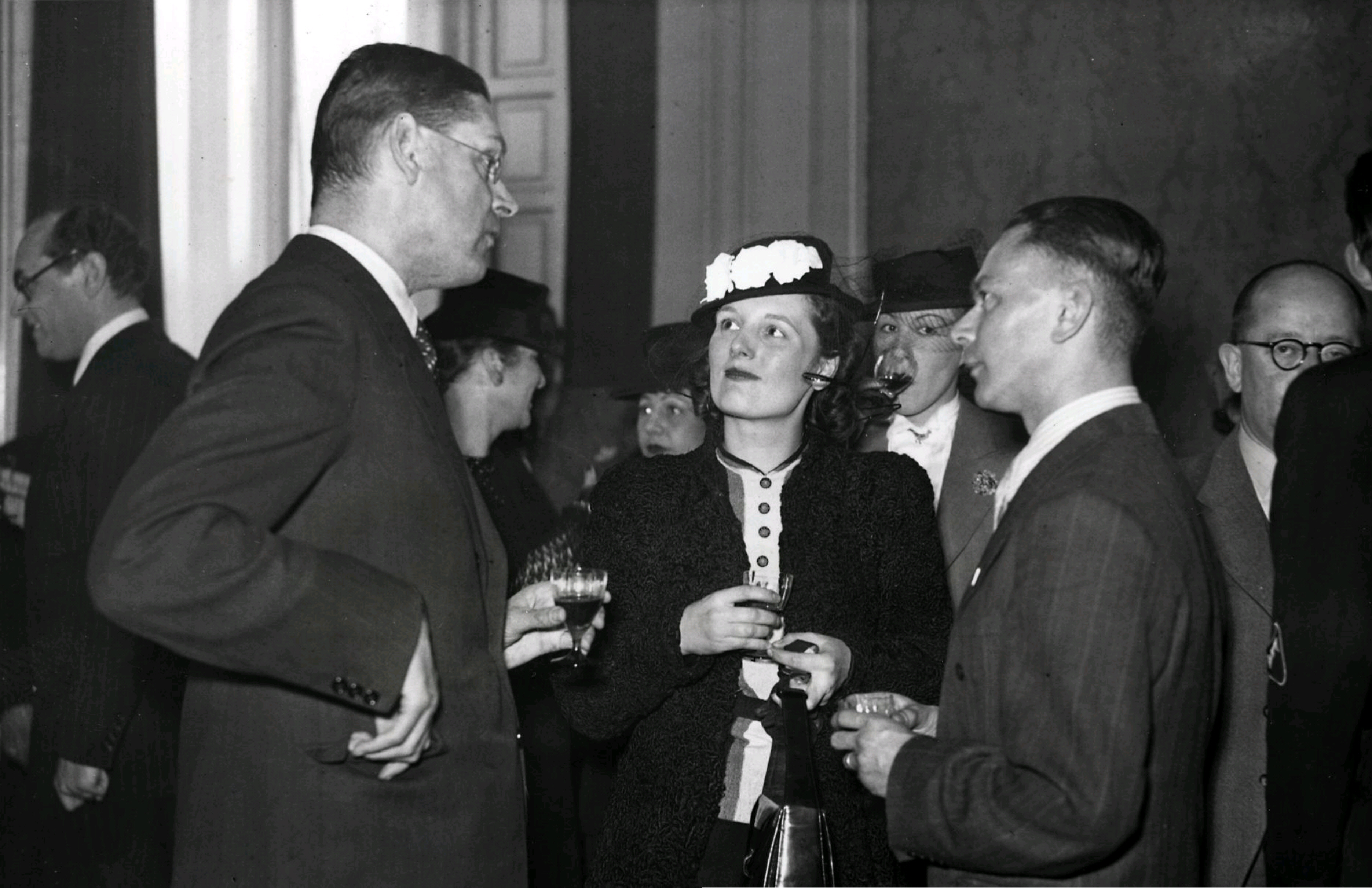
Met actrice Ank van der Moer (1941)

Rijkscommissaris Seyss-Inquart benoemde Goedewaagen op 28 november 1940 tot secretaris-generaal van het nieuwe Departement van Volksvoorlichting en Kunsten. Op 22 november 1941 werd de Nederlandsche Kultuurkamer opgericht om het culturele leven gelijk te schakelen en het werk van Joden te verbieden, met Goedewaagen sinds 25 november als voorzitter. De Schouw werd in 1942 het blad van de Kultuurkamer, betaald door het Duitse Propagandaministerium en met Goedewaagen als hoofdredacteur. Hij nazificeerde de radio door oprichting van De Nederlandsche Omroep op 12 maart 1941. Door zijn Journalistenbesluit van 2 mei 1941 werden alle journalisten gedwongen lid te worden van het Verbond van Nederlandsche Journalisten. Vertoning van propagandafilms en filmkeuring vielen onder het Filmbesluit van 20 augustus 1941. Wel verhoogde Goedewaagen het loon van kunstenaars, organiseerde hij prijzen en beurzen en nam zijn afdeling het initiatief om in 1941 het Gemeentelijk Theaterbedrijf Amsterdam op te richten. Na de oorlog werd zijn beleid van overheidsbemoeienis met cultuur voortgezet, zij het vanuit andere principes. Goedewaagens censuur vervolgde moderne, joodse en buitenlandse kunst en kunstenaars.
Goedewaagens visie op de rol van de kunstenaar blijkt onder meer uit zijn redevoeringen, bijvoorbeeld:

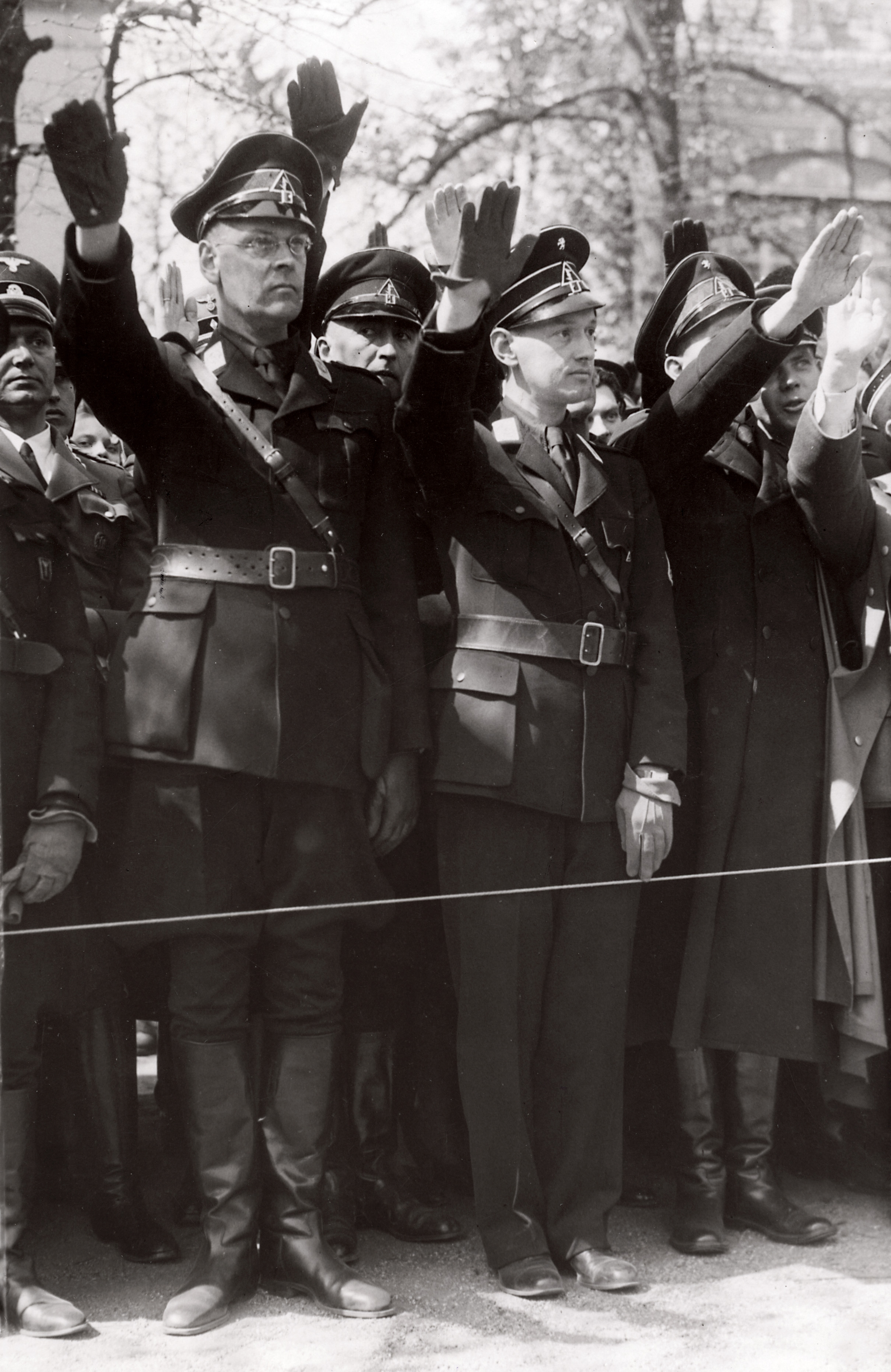
Goedewaagen (links) met naast hem de NSB-ambtenaar Willem Herweijer.

De volksche gedachte is een voortvloeisel uit de idee van de eenheid en den organischen samenhang van het Leven. Zij doet een beroep op alle kunstenaars en op alle dichters en prozaïsten, van welken aard dan ook, zonder uitzondering, zich te bezinnen op de verbondenheid met den volkseigen levensstijl. Het gaat er niet om, dat dit verbondenheidsbesef zich alleen in activistenpoëzie of propagandadidactiek zou moeten of kunnen uiten. Maar wel wordt een beroep gedaan op iederen schrijver, dat hij zich in zijn levenshouding richt naar wat allen verbindt.

### Ontslag
Goedewaagen bewoog zich in de richting van de Groot-Duitse SS en kwam daarmee in conflict met de Dietse denkbeelden van de NSB. Toen Goedewaagen een onbekwame NSB'er op zijn departement moest ontslaan, werd hij opgeroepen door de Hooge Raad van Discipline der NSB, waar hij niet wilde verschijnen. Mussert schorste Goedewaagen als NSB'er. Op 28 januari 1943 werd Goedewaagen ontslagen als secretaris-generaal en tevens benoemd tot gewoon hoogleraar in de theoretische wijsbegeerte, de geschiedenis der wijsbegeerte en de psychologie, met uitzondering van de empirische psychologie aan de Rijksuniversiteit Utrecht. Daar volgden studenten, die de loyaliteitsverklaring aan de Duitsers hadden getekend, zijn colleges. Sinds 8 juli 1941 was hij formeel al aan de Rijksuniversiteit Leiden bijzonder hoogleraar in de nieuwere wijsbegeerte vanwege de Nederlandsche Stichting tot Bevordering van de Studie van het Nationaal-Socialisme, maar door de sluiting van die universiteit kon hij niet lesgeven. In september 1944 vluchtte hij naar Duitsland (Dolle Dinsdag). De Duitse minister van Opvoeding en Onderwijs, Bernhard Rust, steunde Goedewaagen financieel. Ten tijde van de Duitse overgave aan de geallieerden was hij in Löhne (Westfalen).

## Na de oorlog
Het Britse leger arresteerde Goedewaagen op 29 mei 1946 in Duitsland en leverde hem uit aan Nederland. Het Bijzonder Gerechtshof in Den Haag veroordeelde hem op 15 december 1948 tot 12 jaar gevangenisstraf (de eis was 15 jaar). Tevens mocht hij nooit meer openbare ambten bekleden. Tot mei 1965 mocht hij van de Commissie voor de Perszuivering geen journalistieke activiteiten ontwikkelen. Maar Goedewaagen kreeg op 17 april 1952 amnestie. Daarna gaf hij privélessen en was hij leraar aan het Instituut Vermazen in Den Haag, voor staatsexamens HBS en gymnasium, waar Kees van Kooten een van zijn leerlingen was. Onder de schuilnaam Theodor Meursen gaf hij in 1956 in Duitsland het deel Holland uit in de reeks Geistige Länderkunde. In het historische deel hiervan kwam de Tweede Wereldoorlog nauwelijks en de Duitse bezetting helemaal niet ter sprake. In 1980 verscheen in Duitsland nog zijn Aufruf der Religion. Grundriß der Religion.

## Publicaties
- 'Verzen', De Gids, jaargang 80, 1916
- De logische rechtvaardiging der zedelijkheid bij Fichte, Schelling en Hegel, proefschrift, Amsterdam, 1923
- Philosophie en wereldbeschouwing. Haar wezen en verhouding (rede bij aanvang als privaatdocent, 8 oktober 1925), Amsterdam: Paris, 1925
- Idee en historie, Assen 1926
- Criticisme en godsdienst, Arnhem 1931
- Summa contra metaphysicos. Einführung zum System der Philosophie, Leiden 1931
- Nietzsche, J. Philip Kruseman, 's-Gravenhage 1933
- Het spectrum der philosophie in de twintigste eeuw, Leiden 1933
- Wat is een volk?, Assen, Van Gorcum 1935
- 'Dialectische wetenschapsleer', Algemeen Nederlandsch Tijdschrift voor Wijsbegeerte en Psychologie 29 (1935/1936) 235-250
- 'De mythe in de cultuur', Algemeen Nederlandsch Tijdschrift voor Wijsbegeerte en Psychologie 30 (1936/1937) 221-238
- 'Van het Humanisme naar het Klassiek Nationalisme', Nieuw Nederland 3 (1936/1937) 6 (december) 414-433
- 'De beweging der gemeenschap', De Gids, jaargang 104 1940
- Nationale Opvoeding, Bussum 1940
- Passer en Speer. Cultuurpolitieke redevoeringen. Eerste reeks, 's-Gravenhage, Uitgeverij De Schouw, 1941-
- met Goedhuys, W.: De kunst der volksvoorlichting, 's-Gravenhage, De Delta, [1941]
- met Hylkema, C.B. en anderen: Keurjaarboek 1932-1942: met een keur van werkstukken van vele auteurs in ons fonds, Amsterdam, De Amsterdamsche Keurkamer 1942.
- De organisatorische opbouw der Nederlandsche Kultuurkamer, 's-Gravenhage, Nederlandsche Kultuurkamer, Afdeeling Voorlichting [1942]
- Passer en Speer. Cultuurpolitieke redevoeringen. Tweede reeks, 's-Gravenhage, Uitgeverij De Schouw 1943
- onder schuilnaam Meursen, Theodor (editeur): Holland in reeks Geistige Länderkunde, Neurenberg 1956
- Aufruf der Religion. Grundriß der Religion, Düsseldorf [1980]